# Alex Ribeiro (pilote automobile)
Pour les articles homonymes, voir Ribeiro et Alex Ribeiro.
Alex Dias Ribeiro, né le 7 novembre 1948 à Belo Horizonte au Brésil, est un pilote automobile brésilien. Depuis le milieu des années 1980, il est le directeur exécutif de l'association évangélique des Athlètes du Christ.

## Biographie

### Carrière sportive
C'est en 1968 que Ribeiro commence sa carrière sportive. Rapidement, il s'affirme comme l'un des meilleurs pilotes brésiliens de karting en accumulant les titres nationaux. En 1971, il passe à la monoplace, avec une réussite égale puisqu'il devient en 1973 champion du Brésil de Formule Ford.
À partir de 1974, Ribeiro part poursuivre sa carrière en Europe, d'abord dans le championnat britannique de Formule 3 (vice-champion en 1974) puis dans le championnat d'Europe (vice-champion en 1975). En 1976, il passe dans le championnat d'Europe de Formule 2, où malgré quelques jolis résultats, son ascension se ralentit. À cette période, Ribeiro se fait surtout remarquer par la décoration originale de ses monoplaces ou de ses casques, où sont inscrits des slogans très inhabituels tels que « Cristo salva » ou « Jesus saves ». 
Fin 1976, Ribeiro accomplit ses débuts en Formule 1, au volant d'une modeste Hesketh. Puis, en 1977, il dispute la totalité du championnat du monde pour le compte de March. Après un retour à la F2 en 1978, et une magnifique victoire au Nürburgring, Ribeiro retrouve la Formule 1 fin 1979, au sein de l'écurie des frères Fittipaldi, mais sans guère de succès puisque sa brève collaboration avec Fittipaldi Automotive se solde par deux non-qualifications. 
Alex Ribeiro décide alors de mettre un terme à sa carrière, et de retourner au Brésil. Après quelques années éloignées des circuits, il reprend le volant dans des compétitions nationales. On le verra ainsi jusqu'au début des années 1990 animer les pelotons du championnat du Brésil de Formule 3 ou de voitures de tourisme.
De 1999 à 2002, Ribeiro a effectué son retour à la F1 de manière originale, puisqu'il pilotait la voiture d'intervention médicale. C'est à cette occasion qu'il a eu l'une des plus belles frayeurs de sa vie : lors du tour de chauffe du GP du Brésil 2002, en ouvrant la portière de la Mercedes médicale pour se porter au secours du local Enrique Bernoldi, il s'est fait heurter de plein fouet par la Sauber de Nick Heidfeld, lequel a littéralement arraché la portière, mais sans le blesser.

### Athlètes du Christ
Connu lors de sa carrière en Europe pour sa foi, qu'il affichait sur ses monoplaces, son casque et sa tenue de pilote, Ribeiro a accepté au milieu des années 1980 de devenir le directeur exécutif de l'association religieuse Athlètes du Christ, fondée dans les années 1970. Sous l'impulsion de Ribeiro, cette association a connu une croissance régulière de ses membres, qui comme son nom l'indique sont surtout des sportifs et notamment des joueurs de football. Ainsi, l'église a notamment pris une place de plus en plus importante au sein de l'équipe nationale du Brésil dont plusieurs joueurs revendiquent leur appartenance aux Athlètes du Christ, au point que Ribeiro est régulièrement présent dans l'entourage de la sélection lors des grandes compétitions, et cela depuis la Coupe du monde 1990. Son influence au sein de la Seleção a été particulièrement visible lors des minutes qui ont suivi la victoire du Brésil à la finale de la Coupe du monde 2002. Sur la pelouse, plusieurs joueurs ont ainsi été vus en train de prier collectivement et arborer des t-shirts reprenant les slogans des Athlètes du Christ. 

## Résultats en championnat du monde de Formule 1
| Saison | Écurie                              | Châssis | Moteur      | Pneus    | GP disputés | Points inscrits | Classement |
| ------ | ----------------------------------- | ------- | ----------- | -------- | ----------- | --------------- | ---------- |
| 1976   | Penthouse Rizla Racing with Hesketh | 308D    | Cosworth V8 | Goodyear | 1           | 0               | n.c.       |
| 1977   | Hollywood March Racing              | 361B    | Cosworth V8 | Goodyear | 9           | 0               | n.c.       |
| 1979   | Fittipaldi Automotive               | F6A     | Cosworth V8 | Goodyear | 0           | 0               | n.c.       |